# Сулово
Сулово — деревня в Гусь-Хрустальном районе Владимирской области России, входит в состав Муниципального образования «Посёлок Уршельский».

## География
Деревня расположена в 33 км на восток от центра поселения посёлка Уршельский и в 10 км на запад от Гусь-Хрустального. 

## История
В конце XIX — начале XX века деревня входила в состав Ягодинской волости Судогодского уезда. В 1859 году в деревне числилось 14 дворов, в 1905 году — 30 дворов, в 1926 году — 48 дворов. 
С 1929 года деревня являлась центром Суловского сельсовета Гусь-Хрустального района, с 1940 года — в составе Деминского сельсовета, с 1954 года — в составе Нечаевского сельсовета, с 2005 года — в составе Муниципального образования «Посёлок Уршельский».

## Население
| 1859 | 1905 | 1926 |
| ---- | ---- | ---- |
| 121  | 221  | 289  |

| 2010 | 2021 |
| ---- | ---- |
| 7    | ↘1   |